# Smartphones von Motorola

Logo von Motorola Mobility

Diese Liste beinhaltet alle Smartphones, Wearables und Kopfhörer des US-amerikanischen Herstellers Motorola Mobility als Teil der Lenovo Group. Alle vorherigen Mobiltelefone und Smartphones der aufgespaltenen Motorola Inc. werden in der Liste von Motorola-Mobiltelefonen behandelt.

## Smartphones

### Motorola edge-Serie
- Motorola edge
- Motorola edge+
- Motorola edge 20 lite
- Motorola edge 20
- Motorola edge 20 pro
- Motorola edge 30 fusion
- Motorola edge 30 neo
- Motorola edge 30
- Motorola edge 30 ultra
- Motorola edge 40 pro
- Motorola edge 40 neo
- Motorola edge 40
- Motorola edge 50
- Motorola edge 50 pro
- Motorola edge 50 neo
- Motorola edge 50 ultra
- Motorola edge 50 fusion
- Motorola edge 60 fusion
- Motorola Edge 60 Pro

### Motorola razr-Serie
- Motorola razr
- Motorola razr 5g
- Motorola razr 2022
- Motorola razr 40
- Motorola razr 40 ultra
- Motorola razr 50
- Motorola razr 50 ultra

### Motorola one-Serie
- Motorola one macro
- Motorola one zoom
- Motorola one hyper
- Motorola one action
- Motorola one vision
- Motorola one fusion+

### Moto g-Serie
- Moto g7 play
- Moto g7 plus
- Moto g7 power
- Moto g8
- Moto g8 plus
- Moto g8 power lite
- Moto g8 power
- Moto g9 play
- Moto g9 pro
- Moto g9 5g
- Moto g9 plus
- Moto g10
- Moto g13
- Moto g20
- Moto g22
- Moto g23
- Moto g30
- Moto g31
- Moto g32
- Moto g41
- Moto g42
- Moto g50
- Moto g51 5g
- Moto g52
- Moto g53 5G
- Moto g54 5G
- Moto g60s
- Moto g62 5g
- Moto g71 5g
- Moto g73 5G
- Moto g75 5G
- Moto g82 5g
- Moto g100
- Moto g200 5g

### Moto e-Serie
- Moto e6 play
- Moto e6 plus
- Moto e6s
- Moto e6i
- Moto e7
- Moto e7 plus
- Moto e7 power
- Moto e7i power
- Moto e13
- Moto e20
- Moto e22
- Moto e22i
- Moto e30
- Moto e32
- Moto e32s
- Moto e40

## Wearables und Kopfhörer

### Smartwatch
- Moto 360
- Moto 360 (2015)

### Kabellose Kopfhörer
- Moto jr 300 (Over-ear)
- Moto sp 105
- Moto buds-s anc
- Moto buds charge
- Moto xt 500 (Over-ear)
- Moto xt 220 (Over-ear)
- Moto hk 220
- Moto buds 100
- Moto hk 375-s
- Moto buds 150
- Moto buds 250

### Kabelgebundene Kopfhörer
- Motorola earbuds 3-s
- Motorola earbuds 105

### Lautsprecher
- Motorola rokr 500